# 주미성
주미성(1977년~)은 대한민국의 여성 가수이다.

## 개요
대한민국 여성로커이며 4옥타브 고음을 내는 보컬리스트로 손꼽힌다.
데뷔전에는 웹디자이너 15년 경력의 워킹맘으로 부장으로 재직중 "히든싱어 시즌4 소찬휘편"에 출전하여 모창 우승 후 가수의 길을 걷게 된다.
가수 이름은 본명 주미성으로 활동 중이다. 보이스는 맑고 고운 미성이기도 하나 다양한 보이스를 구사한다.
2013년 백난아가요제 최우수상 및 2014년 전국노래자랑 서귀포편에 출전하여 우수상을 거머쥔 여성로커이다.
2015년 히든싱어 시즌4 소찬휘편 공동 준우승자이다.
2017년 '어기여차' 2019년 '지옥같아도' 싱글앨범을 발표했다.
2021년 6월 16일 부터 SBS에서 방송되고 있는 "골때리는그녀들"의 메인 시그널곡이 주미성이 데뷔곡인 "어기여차 "가 시즌1부터 ~ 시즌5까지 매주 수요일 오프닝과 엔딩 시그널곡으로 사용됐다.
현재 "어기여차"는 뉴스, 스포츠, 드라마, 예능 및 수많은 방송 프로그램에서 사용되고 있는 인기곡입니다. 
SBS '골 때리는 그녀들' 시즌1(2021)부터 시즌5 초반(2025)까지 매주 오프닝/엔딩 시그널송으로 사용.
SBS 외 공중파 및 의 다양한 예능·정보 프로그램에서 반복 사용되며, 활기찬 에너지를 대표하는 시그니처 BGM으로 자리매김함.
2020년 KBS 2TV '트롯 전국체전'에 참가해 대중들에게 많은 관심을 받고있다.
가수 주미성은 깊은 음색과 폭발적인 고음으로 락, 발라드, 성인가요 등 다양한 장르를 소화해 내는 올 라운더 가수이며, 섬세하고 파워풀한 노래와 관객과의 소통으로 남녀노소 다양한 연령층에서 많은 인기와 사랑을 받고 있다. 
유튜브에 다양한 장르의 노래로 소통하고있는 중이다. youtube =>  https://www.youtube.com/c/joomisung

## 데뷔
- 2017년 싱글 앨범 [어기여차] https://www.youtube.com/watch?v=k27QsBbyaog
- 2019년 싱글 앨범 [지옥같아도] https://www.youtube.com/watch?v=PtPhSuif8h8
- 2022년 싱글 앨범 [제주 드라이브]https://m.youtube.com/watch?v=FHaKSlJ36nI&pp=ygUc7KO866-47ISxIOygnOyjvOuTnOumrOydtOu4jA%3D%3D

## 방송
- 2014 2014 KBS1 <전국노래자랑> 서귀포시편 (우수상 / 연말결선 본선 출전)
- 2015 JTBC [히든싱어|시즌4 (소찬휘편 공동 준우승 / 왕중왕전 12위)]] #현명한선택
- 2017 KBS 제주 보물섬 "행복한 밥상, 식구(食口)" 방송 출연
- 2017 제주 MBC <스토리 공감> 109회 “노래로 희망을 쏘다”
- 2017 KBS1 <노래가 좋아> 22회~24회(2연승), 32회 상반기 특집 출연 #바다에누워, #못다핀꽃한송이, #홀로된사랑
- 2017 JIBS 나우제주TV 5회 출연 '쿠바와 고음누나' <주미성>
- 2018 MBC <랭킹쇼 123> 25회 설특집 방송
- 2018 MBC 제주 창사 50주년 특집 보이는 라디오 생방송
- 2019~2020 JIBS <클릭NOW제주> 리포터 출연
- 2020 KBS1 <전국노래자랑> 40 주년 기획  ‘40 대편 2’ 출연 (우수상) #가리지좀마
- 2020.12.05. KBS 2TV 《트롯 전국체전》 1회 개막행사
- 2020.12.19. KBS 2TV 《트롯 전국체전》 3회 1라운드 '미스터리 지역 선수 선발전', 후보선수, 추가합격, 지역 제주
- 2020.12.26. KBS 2TV 《트롯 전국체전》 4회 2라운드 '지역별 팀 대결', 제주 지역, 멘도롱보이스 팀), <열애>(윤시내), 3라운드 진출
- 2021.01.16. KBS 2TV 《트롯 전국체전》 7회 3라운드 '1:1 데스 매치', 제주 지역, <내 하나의 사람은 가고>(임희숙)
- 2021.04.07. [KBS1 아침마당 《도전 꿈의 무대》대인기피증 극복을 위해 노래하는 가수 주미성의 "고맙소"
- 2024.06.14 SBS "두시탈출 컬투쇼" 생방송 출연 김태균, 곽범, 주미성, 미키광수

### 앨범
- 《어기여차》(2017년) [ 골 때리는 그녀들 시즌 1,2,3,4,5 시그널곡]
- 《지옥같아도》(2019년)
- 《제주드라이브》(2021년)

## 수상
- 2013년 제4회 백난아 가요제 최우수상
- 2014년 전국노래자랑 서귀포편 우수상 수상 및 전국노래자랑 연말결선 본선 출전
- 2020년 전국노래자랑 40주년 기획 <40대 편 2> 우수상

## 가온 뮤직 차트 - BGM 주간
| 년도   | 주차  | 구분   | 순위 | 곡명   | 아티스트                           | 앨범                     |
| ------ | ----- | ------ | ---- | ------ | ---------------------------------- | ------------------------ |
| 2021년 | 2주차 | (종합) | 70위 | <열애> | 멘도롱보이스(고강민,주미성,정주형) | 《트롯 전국체전 PART.4》 |
| 2021년 | 1주차 | (종합) | 18위 | <열애> | 멘도롱보이스(고강민,주미성,정주형) | 《트롯 전국체전 PART.4》 |

## 기타
- 키 167cm에 혈액형은 A형